# Obrium castaneomarginatum
Obrium castaneomarginatum es una especie de escarabajo longicornio del género Obrium, categorizada en la tribu Obriini, de la subfamilia Cerambycinae. Fue descrita por Hayashi en 1977.

## Descripción
Mide 3 mm de longitud.

## Distribución
Se distribuye por Malasia.